# 酪酸ヘキシル
酪酸ヘキシル（らくさんヘキシル英: hexyl butyrate）は、酪酸エステルの一種。重い果実香を持ち、香料などに用いられる。消防法による第4類危険物 第3石油類に該当する。

## 用途
イチゴ、サクランボ、パイナップルなどのフルーツ系及びチョコレートフレーバーに2.1~8.6ppmほど加えられる。